# Arneiro das Milhariças
Arneiro das Milhariças est une freguesia portugaise située dans le District de Santarém.
Avec une superficie de 12,01 km2 et une population de 936 habitants (2001), la paroisse possède une densité de 77,9 hab/km2.